# Tiro com arco nos Jogos Olímpicos de Verão de 1984
As competições de tiro com arco nos Jogos Olímpicos de Verão de 1984 foram disputadas entre 8 e 11 de agosto no El Dorado Regional Park em Long Beach. Os pontos foram em um formato denominado rodada dupla FITA, que incluiu 288 flechas disparadas ao longo de quatro dias em quatro distâncias diferentes: 70 metros, 60 metros, 50 metros, 30 metros para mulheres; 90 metros, 70 metros, 50 metros, 30 metros para homens. Foi a quarta e última vez que o formato foi utilizado em competições olímpicas.
Neroli Fairhall, da Nova Zelândia, que ficou em 35º lugar na prova individual feminina, foi a primeira atleta paraplégica a competir nos Jogos Olímpicos.

## Eventos
Dois conjuntos de medalhas foram concedidos:
- Individual masculino
- Individual feminino

## Medalhistas
Na disputa masculina, Darrell Pace, dos Estados Unidos, consagrou-se campeão olímpico. O também estadunidense Richard McKinney e o japonês Hiroshi Yamamoto ficaram com as medalhas de prata e bronze respectivamente. Já na prova feminina, a campeã foi a sul-coreana Seo Hyang-soon, enquanto Li Lingjuan, da China, e Kim Jin-ho, também da Coreia do Sul, completaram o pódio com o segundo e terceiro lugar.
| Evento                        | Ouro                             | Prata                               | Bronze                       |
| ----------------------------- | -------------------------------- | ----------------------------------- | ---------------------------- |
| Individual masculino detalhes | Darrell Pace USA Estados Unidos  | Richard McKinney USA Estados Unidos | Hiroshi Yamamoto JPN Japão   |
| Individual feminino detalhes  | Seo Hyang-soon KOR Coreia do Sul | Li Lingjuan CHN China               | Kim Jin-ho KOR Coreia do Sul |

## Quadro de medalhas
| Ordem | País               | Medalha de ouro | Medalha de prata | Medalha de bronze |   | Ordem por total |
| ----- | ------------------ | --------------- | ---------------- | ----------------- | - | --------------- |
| 1     | USA Estados Unidos | 1               | 1                |                   | 2 | 1               |
| 2     | KOR Coreia do Sul  | 1               |                  | 1                 | 2 | 1               |
| 3     | CHN China          |                 | 1                |                   | 1 | 3               |
| 4     | JPN Japão          |                 |                  | 1                 | 1 | 3               |
| TOTAL | TOTAL              | 2               | 2                | 2                 | 6 | —               |